# ديفيد هيل (لاعب كرة قدم)
ديفيد هيل (بالإنجليزية: David Hill)‏ (1 يناير 1965 ببرادفورد في المملكة المتحدة - ) هو لاعب كرة قدم بريطاني في مركز الهجوم.

## وصلات خارجية
- ديفيد هيل على موقع قاعدة بيانات كرة القدم.إي يو (الإنجليزية)